# Quisqualis falcata
Quisqualis falcata là một loài thực vật có hoa trong họ Trâm bầu. Loài này được Welw. ex Hiern miêu tả khoa học đầu tiên năm 1898.